# Rosenborg Ballklub 1993
Questa pagina raccoglie i dati riguardanti il Rosenborg Ballklub nelle competizioni ufficiali della stagione 1993.

## Stagione
Nella stagione 1993, il Rosenborg vinse il campionato. Si trattò del settimo titolo nazionale della storia del club, nonché il secondo consecutivo. Bent Skammelsrud fu il calciatore più utilizzato in campionato, con 22 presenze su 22. Gøran Sørloth fu il miglior marcatore, con 7 reti all'attivo. Nella Coppa di Norvegia, il club fu estromesso dalla competizione al quarto turno, dal Lillestrøm. Nella Champions League, invece, il Rosenborg non superò i sedicesimi di finale, venendo eliminato per mano degli austriaci dell'Austria Vienna.

## Maglie e sponsor
Lo sponsor tecnico per la stagione 1993 fu Adidas. La divisa casalinga prevedeva una maglietta bianca con inserti neri, pantaloncini neri e calzettoni bianchi.
| Casa |

## Rosa
| N. |                     | Ruolo | Calciatore          |
| -- | ------------------- | ----- | ------------------- |
|    | Norvegia (bandiera) | P     | Ola By Rise         |
|    | Norvegia (bandiera) | P     | Ivar Selnæs         |
|    | Norvegia (bandiera) | D     | Helge Aune          |
|    | Norvegia (bandiera) | D     | Bjørn Otto Bragstad |
|    | Norvegia (bandiera) | D     | Trond Henriksen     |
|    | Norvegia (bandiera) | D     | Bjørn Tore Kvarme   |
|    | Norvegia (bandiera) | D     | Ole Einar Martinsen |
|    | Norvegia (bandiera) | D     | Vidar Riseth        |
|    | Norvegia (bandiera) | D     | Ståle Stensaas      |
|    | Norvegia (bandiera) | D     | Rune Tangen         |

| N. |                       | Ruolo | Calciatore         |
| -- | --------------------- | ----- | ------------------ |
|    | Norvegia (bandiera)   | C     | Kent Bergersen     |
|    | Norvegia (bandiera)   | C     | Kåre Ingebrigtsen  |
|    | Norvegia (bandiera)   | C     | Øyvind Leonhardsen |
|    | Norvegia (bandiera)   | C     | Karl Petter Løken  |
|    | Norvegia (bandiera)   | C     | Bent Skammelsrud   |
|    | Norvegia (bandiera)   | C     | Ronny Støbakk      |
|    | Costa Rica (bandiera) | A     | Hernán Medford     |
|    | Norvegia (bandiera)   | A     | Tore André Dahlum  |
|    | Norvegia (bandiera)   | A     | Tor Gunnar Johnsen |
|    | Norvegia (bandiera)   | A     | Gøran Sørloth      |

## Calciomercato

### Sessione invernale
| Acquisti | Acquisti            | Acquisti    | Acquisti   |
| R.       | Nome                | da          | Modalità   |
| -------- | ------------------- | ----------- | ---------- |
| D        | Ole Einar Martinsen | Kongsvinger | definitivo |
| C        | Kent Bergersen      | Lyn Oslo    | definitivo |

| Cessioni | Cessioni            | Cessioni    | Cessioni      |
| R.       | Nome                | a           | Modalità      |
| -------- | ------------------- | ----------- | ------------- |
| D        | Stig Inge Bjørnebye | Kongsvinger | fine prestito |
| D        | Øivind Husby        |             | svincolato    |
| C        | Arild Nordfjærn     | Nardo       | definitivo    |
| C        | Roar Strand         | Molde       | prestito      |

### Sessione estiva
| Acquisti | Acquisti          | Acquisti        | Acquisti |
| R.       | Nome              | da              | Modalità |
| -------- | ----------------- | --------------- | -------- |
| C        | Kåre Ingebrigtsen | Manchester City | prestito |

| Cessioni | Cessioni      | Cessioni  | Cessioni   |
| R.       | Nome          | a         | Modalità   |
| -------- | ------------- | --------- | ---------- |
| A        | Gøran Sørloth | Bursaspor | definitivo |

## Risultati

### Tippeligaen

#### Girone di andata
| Arbitro: | Pedersen (Jeløy) |

|  |           |               |
|  | Marcatori | 66’ Bergersen |

| Trondheim 8 maggio 1993, ore 16:00 2ª giornata                                            | Rosenborg | 0 – 4 referto                                           | Brann | Lerkendal Stadion (7.083 spett.) |
| \| \| \| \| \| \| Marcatori \| 20’ Eskelinen 37’ Soltvedt 49’ Nordeide 59’ Brendesæter \| |           |                                                         |       |                                  |
|                                                                                           |           |                                                         |       |                                  |
|                                                                                           | Marcatori | 20’ Eskelinen 37’ Soltvedt 49’ Nordeide 59’ Brendesæter |       |                                  |

| Arbitro: | Halle (Molde) |

|              |           |               |
| Bragstad 79’ | Marcatori | 47’ Bergdølmo |

| Arbitro: | Pedersen (Jeløy) |

|                              |           |  |
| Frigård 11’, 87’ Riisnæs 75’ | Marcatori |  |

| Arbitro: | Hauge (Bergen) |

|                                          |           |                        |
| Tangen 12’ Bragstad 30’ Sørloth 38’, 58’ | Marcatori | 85’ Rushfeldt 87’ Moen |

| Arbitro: | Hermansen |

|  |           |                                                 |
|  | Marcatori | 5’ Sørloth 34’ Leonhardsen 38’ Løken 59’ Tangen |

| Arbitro: | Pedersen (Jeløy) |

|                             |           |                           |
| Sørloth 6’ Johnsen 60’, 62’ | Marcatori | 49’ Ødegaard 81’ Skogheim |

| Arbitro: | Hollung |

|  |           |                       |
|  | Marcatori | 59’ Sørloth 88’ Løken |

| Arbitro: | Kjensli (Oslo) |

|                            |           |                           |
| Henriksen 39’ Bragstad 62’ | Marcatori | 19’ Mikalsen 65’ Staurvik |

| Arbitro: | Thorp |

|                            |           |                           |
| Strandli 17’ Tønnessen 55’ | Marcatori | 65’ Bergersen 77’ Sørloth |

| Arbitro: | Hauge (Bergen) |

|                 |           |               |
| Skammelsrud 54’ | Marcatori | 65’ Rannestad |

#### Girone di ritorno
| Trondheim 30 giugno 1993, ore 19:00 12ª giornata                                                  | Rosenborg | 4 – 2 referto          | Lyn Oslo | Lerkendal Stadion (8.258 spett.) |
| \| \| \| \| \| Sørloth 3’ Løken 4’, 65’ Skammelsrud 71’ \| Marcatori \| 46’ Dahle 89’ Amundsen \| |           |                        |          |                                  |
|                                                                                                   |           |                        |          |                                  |
| Sørloth 3’ Løken 4’, 65’ Skammelsrud 71’                                                          | Marcatori | 46’ Dahle 89’ Amundsen |          |                                  |

| Bergen 1º agosto 1993, ore 18:00 13ª giornata         | Brann     | 0 – 2 referto       | Rosenborg | Brann Stadionn (11.221 spett.) |
| \| \| \| \| \| \| Marcatori \| 2’, 87’ Leonhardsen \| |           |                     |           |                                |
|                                                       |           |                     |           |                                |
|                                                       | Marcatori | 2’, 87’ Leonhardsen |           |                                |

| Arbitro: | Kjensli (Oslo) |

|                              |           |                                  |
| Gulbrandsen 26’ Bjarmann 39’ | Marcatori | 25’, 75’ Bergersen 30’ Martinsen |

| Arbitro: | Kjelbrott |

|                                |           |                        |
| Dahlum 4’, 86’ Leonhardsen 15’ | Marcatori | 7’ Francis 59’ Riisnæs |

| Oslo 22 agosto 1993, ore 18:00 16ª giornata | Tromsø                | 0 – 0 referto | Rosenborg | Voldsløkka Stadion (4.457 spett.)\| Arbitro: \| Ditlefsen (Mo i Rana) \| |
| Arbitro:                                    | Ditlefsen (Mo i Rana) |               |           |                                                                          |

| Arbitro: | Hermansen |

|                                                                |           |               |
| Dahlum 6’ Leonhardsen 43’ Riseth 56’ Skammelsrud 87’ Løken 88’ | Marcatori | 81’ Helgeland |

| Arbitro: | Hermansen |

|                  |           |                                                     |
| Belsvik 33’, 38’ | Marcatori | 33’ Ingebrigtsen 62’ Leonhardsen 77’, 83’ Bergersen |

| Arbitro: | Bondal |

|                          |           |  |
| Skammelsrud 5’ Løken 58’ | Marcatori |  |

| Arbitro: | Hollung |

|          |           |                      |
| Berg 38’ | Marcatori | 7’ Dahlum 17’ Riseth |

| Arbitro: | Thorp |

|                         |           |               |
| Dahlum 40’ Bragstad 75’ | Marcatori | 38’ Sigurdsen |

| Arbitro: | Halle (Molde) |

|                 |           |  |
| Hasund 14’, 34’ | Marcatori |  |

### Coppa di Norvegia
| 12 maggio 1993 | Vuku      | 0 – 15 referto | Rosenborg |  |
| \| \| \| \| \| \| Marcatori \| 17’, 49’, 87’ Sørloth 21’ Løken 40’, 63’ Henriksen 44’, 77’, 81’ Dahlum 51’ Tangen 59’, 65’, 79’ Riseth 72’ Skammelsrud 89’ Martinsen \| |           | |           |  |
| |           | |           |  |
| | Marcatori | 17’, 49’, 87’ Sørloth 21’ Løken 40’, 63’ Henriksen 44’, 77’, 81’ Dahlum 51’ Tangen 59’, 65’, 79’ Riseth 72’ Skammelsrud 89’ Martinsen |           |  |

| 25 maggio 1993                                                                         | Namsos    | 1 – 4 referto                                   | Rosenborg |  |
| \| \| \| \| \| ? ?’ \| Marcatori \| 4’ Dahlum 6’ Tangen 14’ Sørloth 25’ Leonhardsen \| |           |                                                 |           |  |
|                                                                                        |           |                                                 |           |  |
| ? ?’                                                                                   | Marcatori | 4’ Dahlum 6’ Tangen 14’ Sørloth 25’ Leonhardsen |           |  |

| 23 giugno 1993                                                                          | Rosenborg | 6 – 0 referto | Tromsdalen |  |
| \| \| \| \| \| Dahlum 18’, 77’ Sørloth 22’, 80’ Skammelsrud 25’, 66’ \| Marcatori \| \| |           |               |            |  |
|                                                                                         |           |               |            |  |
| Dahlum 18’, 77’ Sørloth 22’, 80’ Skammelsrud 25’, 66’                                   | Marcatori |               |            |  |

| 29 luglio 1993                                               | Lillestrøm | 3 – 1 referto | Rosenborg |  |
| \| \| \| \| \| ? ?’ ? ?’ ? ?’ \| Marcatori \| 55’ Sørloth \| |            |               |           |  |
|                                                              |            |               |           |  |
| ? ?’ ? ?’ ? ?’                                               | Marcatori  | 55’ Sørloth   |           |  |

### Champions League
| Arbitro: | Meese |

|  |           |                        |
|  | Marcatori | 19’ Bragstad 19’ Løken |

| Arbitro: | Lloyd |

|                 |           |  |
| Skammelsrud 69’ | Marcatori |  |

| Arbitro: | Ruokonen |

|                                             |           |                 |
| Tangen 27’ (rig.) Leonhardsen 34’ Løken 41’ | Marcatori | 32’ (rig.) Zsak |

| Arbitro: | Przesmycki |

|                                               |           |            |
| Narbekovas 12’ Schmid 49’ Zsak 73’ Kogler 81’ | Marcatori | 32’ Dahlum |

## Statistiche

### Statistiche di squadra
| Competizione      | Punti | In casa | In casa | In casa | In casa | In casa | In casa | In trasferta | In trasferta | In trasferta | In trasferta | In trasferta | In trasferta | Totale | Totale | Totale | Totale | Totale | Totale | DR  |
| Competizione      | Punti | G       | V       | N       | P       | Gf      | Gs      | G            | V            | N            | P            | Gf           | Gs           | G      | V      | N      | P      | Gf     | Gs     | DR  |
| ----------------- | ----- | ------- | ------- | ------- | ------- | ------- | ------- | ------------ | ------------ | ------------ | ------------ | ------------ | ------------ | ------ | ------ | ------ | ------ | ------ | ------ | --- |
| Tippeligaen       | 47    | 11      | 7       | 3       | 1       | 27      | 18      | 11           | 7            | 2            | 2            | 47           | 30           | 22     | 14     | 5      | 3      | 47     | 30     | +17 |
| Coppa di Norvegia | -     | 1       | 1       | 0       | 0       | 6       | 0       | 3            | 2            | 0            | 1            | 20           | 4            | 4      | 3      | 0      | 1      | 26     | 4      | +22 |
| Champions League  | -     | 2       | 2       | 0       | 0       | 4       | 1       | 2            | 1            | 0            | 1            | 3            | 4            | 4      | 3      | 0      | 1      | 7      | 5      | +2  |
| Totale            | -     | 14      | 10      | 3       | 1       | 37      | 19      | 16           | 10           | 2            | 4            | 70           | 38           | 30     | 20     | 5      | 5      | 80     | 39     | +41 |

### Statistiche dei giocatori
| Giocatore       | Tippeligaen | Tippeligaen | Tippeligaen | Tippeligaen | Coppa di Norvegia | Coppa di Norvegia | Coppa di Norvegia | Coppa di Norvegia | Champions League | Champions League | Champions League | Champions League | Totale   | Totale | Totale      | Totale     |
| Giocatore       | Presenze    | Reti        | Ammonizioni | Espulsioni  | Presenze          | Reti              | Ammonizioni       | Espulsioni        | Presenze         | Reti             | Ammonizioni      | Espulsioni       | Presenze | Reti   | Ammonizioni | Espulsioni |
| --------------- | ----------- | ----------- | ----------- | ----------- | ----------------- | ----------------- | ----------------- | ----------------- | ---------------- | ---------------- | ---------------- | ---------------- | -------- | ------ | ----------- | ---------- |
| H. Aune         | 0           | 0           | 0           | 0           | 1                 | 0                 | ?                 | ?                 | 0                | 0                | 0                | 0                | 1        | 0      | 0+          | 0+         |
| K. Bergersen    | 21          | 6           | ?           | ?           | 4                 | 0                 | ?                 | ?                 | 4                | 0                | ?                | ?                | 29       | 6      | ?           | ?          |
| B. Bragstad     | 20          | 4           | ?           | ?           | 4                 | 0                 | ?                 | ?                 | 4                | 1                | ?                | ?                | 28       | 5      | ?           | ?          |
| O. By Rise      | 21          | 0           | ?           | ?           | 3                 | 0                 | ?                 | ?                 | 4                | 0                | ?                | ?                | 28       | 0      | ?           | ?          |
| T. Dahlum       | 20          | 5           | ?           | ?           | 4                 | 6                 | ?                 | ?                 | 4                | 1                | ?                | ?                | 28       | 12     | ?           | ?          |
| T. Henriksen    | 16          | 1           | ?           | ?           | 4                 | 2                 | ?                 | ?                 | 1                | 0                | ?                | ?                | 21       | 3      | ?           | ?          |
| K. Ingebrigtsen | 8           | 1           | ?           | ?           | 0                 | 0                 | 0                 | 0                 | 4                | 0                | ?                | ?                | 12       | 1      | 0+          | 0+         |
| T. Johnsen      | 5           | 2           | ?           | ?           | 2                 | 0                 | ?                 | ?                 | 1                | 0                | ?                | ?                | 8        | 2      | ?           | ?          |
| B. Kvarme       | 17          | 0           | ?           | ?           | 1                 | 0                 | ?                 | ?                 | 4                | 0                | ?                | ?                | 22       | 0      | ?           | ?          |
| Ø. Leonhardsen  | 19          | 6           | ?           | ?           | 4                 | 2                 | ?                 | ?                 | 1                | 0                | ?                | ?                | 24       | 8      | ?           | ?          |
| K. Løken        | 21          | 6           | ?           | ?           | 4                 | 1                 | ?                 | ?                 | 3                | 2                | ?                | ?                | 28       | 9      | ?           | ?          |
| O. Martinsen    | 20          | 1           | ?           | ?           | 4                 | 1                 | ?                 | ?                 | 4                | 0                | ?                | ?                | 28       | 2      | ?           | ?          |
| V. Riseth       | 10          | 2           | ?           | ?           | 2                 | 3                 | ?                 | ?                 | 2                | 0                | ?                | ?                | 14       | 5      | ?           | ?          |
| I. Selnæs       | 1           | 0           | ?           | ?           | 1                 | 0                 | ?                 | ?                 | 0                | 0                | 0                | 0                | 2        | 0      | 0+          | 0+         |
| B. Skammelsrud  | 22          | 4           | ?           | ?           | 4                 | 3                 | ?                 | ?                 | 4                | 1                | ?                | ?                | 30       | 8      | ?           | ?          |
| G. Sørloth      | 13          | 7           | ?           | ?           | 4                 | 7                 | ?                 | ?                 | 0                | 0                | 0                | 0                | 17       | 14     | 0+          | 0+         |
| S. Stensaas     | 6           | 0           | ?           | ?           | 1                 | 0                 | ?                 | ?                 | 0                | 0                | 0                | 0                | 7        | 0      | 0+          | 0+         |
| R. Støbakk      | 7           | 0           | ?           | ?           | 1                 | 0                 | ?                 | ?                 | 1                | 0                | ?                | ?                | 9        | 0      | ?           | ?          |
| R. Tangen       | 21          | 2           | ?           | ?           | 3                 | 2                 | ?                 | ?                 | 4                | 1                | ?                | ?                | 28       | 5      | ?           | ?          |